# Букова (Дембицький повіт)
Букова (пол. Bukowa) — село в Польщі, у гміні Бжостек Дембицького повіту Підкарпатського воєводства.
Населення — 503 особи (2011).
У 1975-1998 роках село належало до Тарновського воєводства.

## Демографія
Демографічна структура станом на 31 березня 2011 року:
|          | Загалом | Допрацездатний вік | Працездатний вік | Постпрацездатний вік |
| -------- | ------- | ------------------ | ---------------- | -------------------- |
| Чоловіки | 238     | 48                 | 161              | 29                   |
| Жінки    | 265     | 58                 | 147              | 60                   |
| Разом    | 503     | 106                | 308              | 89                   |